# جو جونسون (لاعب كرة قاعدة)
جو جونسون (بالإنجليزية: Joe Johnson)‏ هو لاعب كرة قاعدة أمريكي، ولد في 30 أكتوبر 1961 في بروكلين في الولايات المتحدة.

## وصلات خارجية
- جو جونسون على موقعبيزبول رفرنس.كوم (الدوري الرئيسي) (الإنجليزية)
- جو جونسون على موقعبيزبول رفرنس.كوم (الدوري الثانوي) (الإنجليزية)